# دانیلینیو (بازیکن فوتبال)
دانیلینیو (به پرتغالی: Danilo Veron Bairros) هافبک، هافبک، مهاجم اهل برزیل است که در شهر Ponta Porã و در تاریخ ۱۱ مارس ۱۹۸۷ به دنیا آمده‌است.
دانیلینیو در تیم‌های فوتبال América سابقهٔ حضور دارد.